# 邵大亨
邵大亨（1796年—1860年），名友敷，字大亨，以字行，江苏宜兴人，清代紫砂制壶名家。
邵大亨于乾隆六十年十二月九日出生于宜兴上岸里（今上袁村）。其活跃于清道光、咸丰年间，是陈鸣远之后的一代制壶大家，以光素器见长。邵大亨存世作品稀少，即使在清代就已有“一壶千金、几不可得”之誉。其传世茗壶有鱼化龙壶、束竹八卦壶（又称太极八卦壶、八卦龙头一捆竹壶）、掇球壶、风卷葵壶、蛋包壶、德钟壶、莲子壶、仿鼓壶等，皆为紫砂珍品，也都是后世艺人乐于仿制的经典壶型。
清代高熙《茗壶说》云“邵大亨所长，非一式而雅，善仿古……力追古人，有过之无不及也。”近代紫砂名家顾景舟则评价道：“经我数十年的揣摹，觉得他（邵大亨）的各式传器，堪称集砂艺大成，刷一代纤巧糜繁之风。从他选泥的精练，造型上审美之奥邃，创作形式上的完美，技艺的高超，博得一时传颂，盛誉之高，大有‘前不见古人，后不见来者’之慨。”
邵大亨于咸丰十年六月二十九日逝世，终年64岁。